# Zorka (Krasnodar)
Zorka (del ruso: Зорька) es un posiólok del raión de Novokubansk en el krai de Krasnodar de Rusia. Está situado en las llanuras de la orilla izquierda del río Kubán, 21 km al suroeste de Novokubansk y 144 km al este de Krasnodar. Tenía 308 habitantes en 2010.
Pertenece al municipio Verjnekubánskoye.